# Gossuin de Streel
Pour les articles homonymes, voir Streel.
Gossuin de Streel ou Gosuin de Streel orthographié aussi Goswin de Strailhe, né vers 1440 et mort à Bruxelles en 1468 est l'un des chefs du peuple liégeois puis des Six cents Franchimontois qui combattirent les troupes du duc de Bourgogne Charles le Téméraire pour défendre les libertés de la ville et de la principauté de Liège.

## Origine familiale
Gossuin de Streel est le fils d'Eustache de Streel, seigneur d'Othée en Hesbaye liégeoise. La naissance de Gossuin aurait eu lieu vers 1440. Son patronyme provient du hameau de Streel situé dans la commune actuelle de Fexhe-le-Haut-Clocher en direction de Momalle. Ce hameau est principalement constitué d'une imposante ferme en carré.

## Biographie
Dès 1467, Gossuin de Streel affirme son opposition au prince-évêque de Liège Louis de Bourbon et au duc de Bourgogne Charles le Téméraire qui avait placé son neveu Louis de Bourbon à la tête de la principauté de Liège afin de mettre cette dernière sous tutelle bourguignonne. Banni de la ville à la suite de la défaite de Brustem le 22 octobre 1467, lors de la Deuxième Guerre de Liège, Gossuin prend le maquis et devient, avec Jean de Wilde et Vincent de Bueren, capitaine des compagnons de la Verte Tente puis des Vrais Liégeois.
Le 25 août 1468, le déplacement et le séjour à Maestricht du prince-évêque Louis de Bourbon sont l'occasion attendue par les compagnons bannis de rentrer à Liège (le 9 septembre) et de s'installer aux commandes de la cité.  Dans la confusion, l'ensemble de la garnison bourguignonne a pris la fuite de la ville d'autant plus que son commandant Guy de Humbercourt était absent de la cité. Gossuin participe à l'enlèvement du prince-évêque qui est ramené à Liège. Apprenant ces faits, Charles le Téméraire dirige une armée en direction de Liège pour mater une fois pour toutes la ville rebelle. C'est la Troisième Guerre de Liège.
Le 26 octobre 1468, une sortie des Liégeois met à mal les troupes du duc de Bourgogne qui campent désormais aux portes de Liège (à Saint-Léonard et Sainte-Walburge) mais Jean de Wilde est mortellement blessé.  Dans la nuit du 29 au 30 octobre, Vincent de Bueren et Gossuin de Streel, à la tête d'un groupe appelé les Six cents Franchimontois, montent une expédition de la dernière chance vers les hauteurs de Sainte-Walburge afin de tuer Charles le Téméraire mais bientôt les Liégeois sont découverts et, après un corps à corps confus, ils battent en retraite. Gossuin de Streel est finalement capturé le lendemain ou un des jours suivants par Louis de la Marck tandis que Vincent de Bueren parvient à s'enfuir. Liège est désormais sans défense. Les jours qui suivent, la ville de Liège est mise à sac et brûlée par les troupes bourguignonnes.
Gossuin de Streel devenu prisonnier des troupes de Charles le Téméraire est finalement exécuté par décapitation le jour de Noël 1468 à Bruxelles sur la place du Bailli en présence de la cour bourguignonne.

## Hommages
La rue Strailhe, à Liège, dans le quartier d'Outremeuse, lui rend hommage.
Gossuin de Streel figure parmi les sculptures de la façade du palais provincial de Liège.

## Sources
- Édouard Poncelet, « Streel (Gowin de) », dans Biographie Nationale, t. 24, Bruxelles, Académie royale des sciences, des lettres et des beaux-arts de Belgique, 1926-1929 (ISSN 0770-7150, lire en ligne), p. 170-175
- « Connaître la Wallonie : DE STREEL Gosuin », sur connaitrelawallonie.wallonie.be (consulté le 25 décembre 2019)